# Lansing (Minnesota)
Lansing – jednostka osadnicza w Stanach Zjednoczonych, w stanie Minnesota, w hrabstwie Mower.